# Lunzenau
Lunzenau település Németországban, azon belül Szászország tartományban. Lakosainak száma 4027 fő (2023. december 31.). Lunzenau Burgstädt, Penig és Wechselburg községekkel határos.

## Fekvése
Penigtől északkeletre, a Mulde folyó mellett fekvő település.

## Története
Nevét az oklevelek 1333-ban említették először, mint vásári települést. A település jelentős műemléke az 1787-1789 között épült Szent Jakab templom.
A várostól délre, a folyó kanyarjában a Mulde völgyének talán legszebb vára áll, a Rochsburg.

## Rochsburg vára
A vár nevét először egy 1190-ből való oklevél említi. Ebből az időből azonban csak az öregtorony és a hozzátartozó tömlöc egyik 3,5 méter vastag fala maradt fenn. A várat többször is tűz pusztította. Az 1582. évi utolsó nagy tűzvész után az erődítményt helyreállították és jelentősen ki is bővítették, munkálatait 1596-ban fejezték be. Ez a vár maradt fenn máig csaknem teljes egészében. Öregtornyát, amelynek csak a csonkja maradt meg ugyancsak helyreállították, régi 32 méter magasságáig, s palatetőt kapott.
A vár kapujához egy lépcsőkkel ellátott rondellán és az egykori felvonóhídon át juthatunk el. A hatalmas vasveretű kapun keresztül a Nordzwingerbe jutunk, oldalán favázas tetőzettel ellátott lőrésekkel ellátott várfolyosó húzódik végig, ahonnan kapufolyosó vezet a háromszögletű gazdasági udvarba, amelynek sarkán álló Pulverturm biztosította délnyugat felől az erődítmény védelmét.
Az erődítmény szép részlete az úgynevezett Slosskapelle,  amelynek ablakaiból szép kilátás nyílik a mélyben kanyargó folyóra, a meredek erdős hegyoldalra és Rochsburg falu házaira.

## Galéria

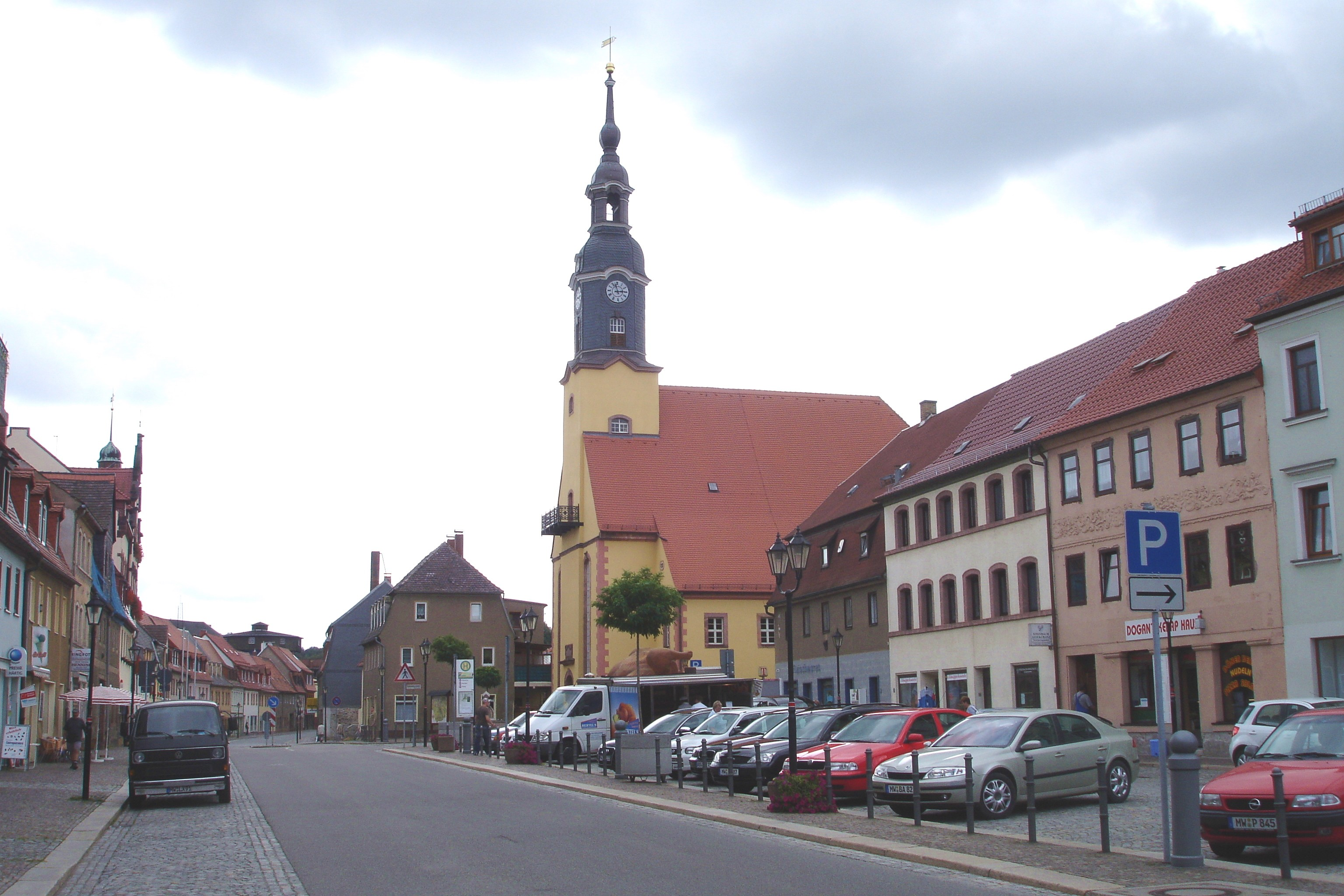
Jakobus Markt
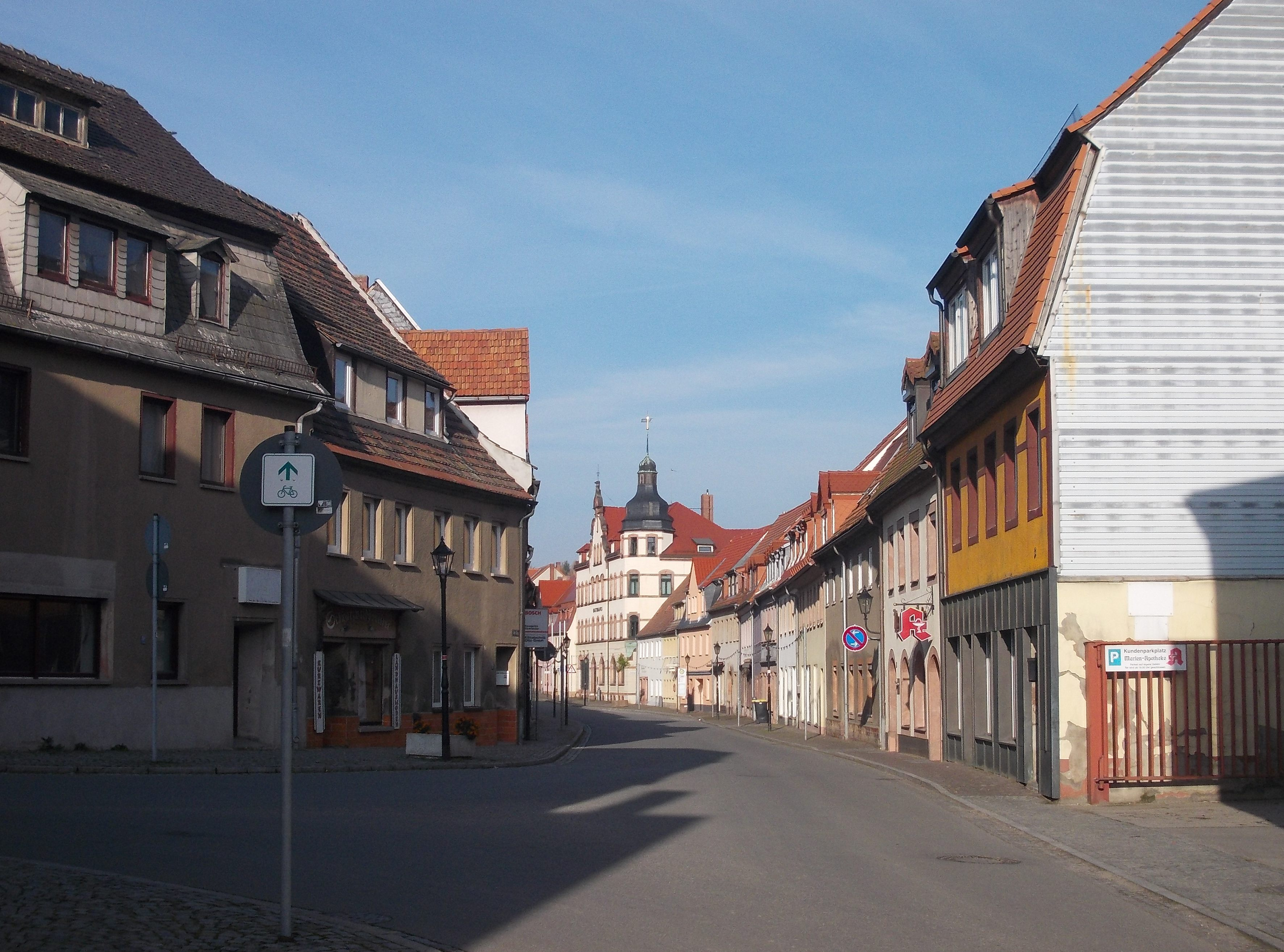
Lunzenau
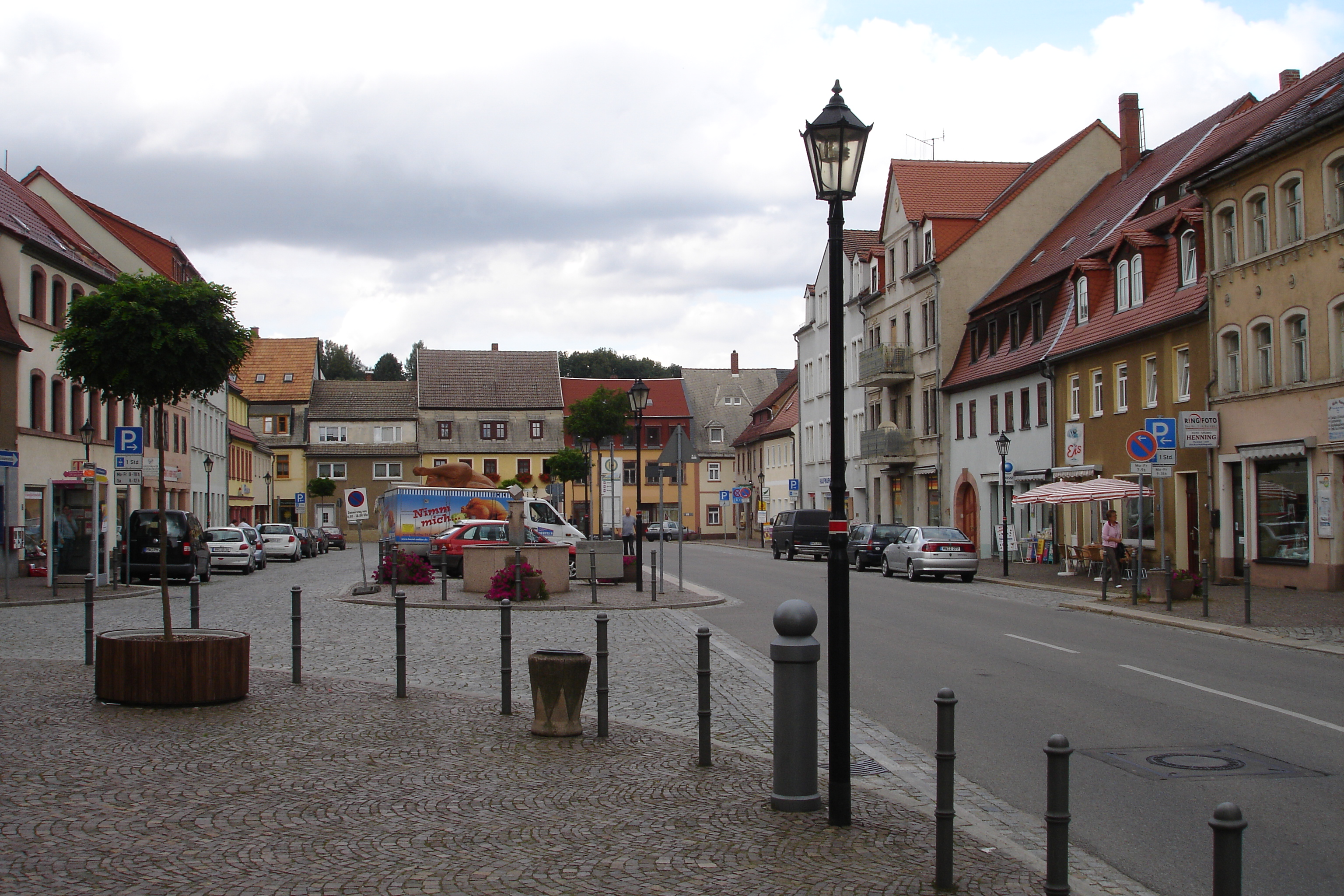
Lunzenau, városrészlet
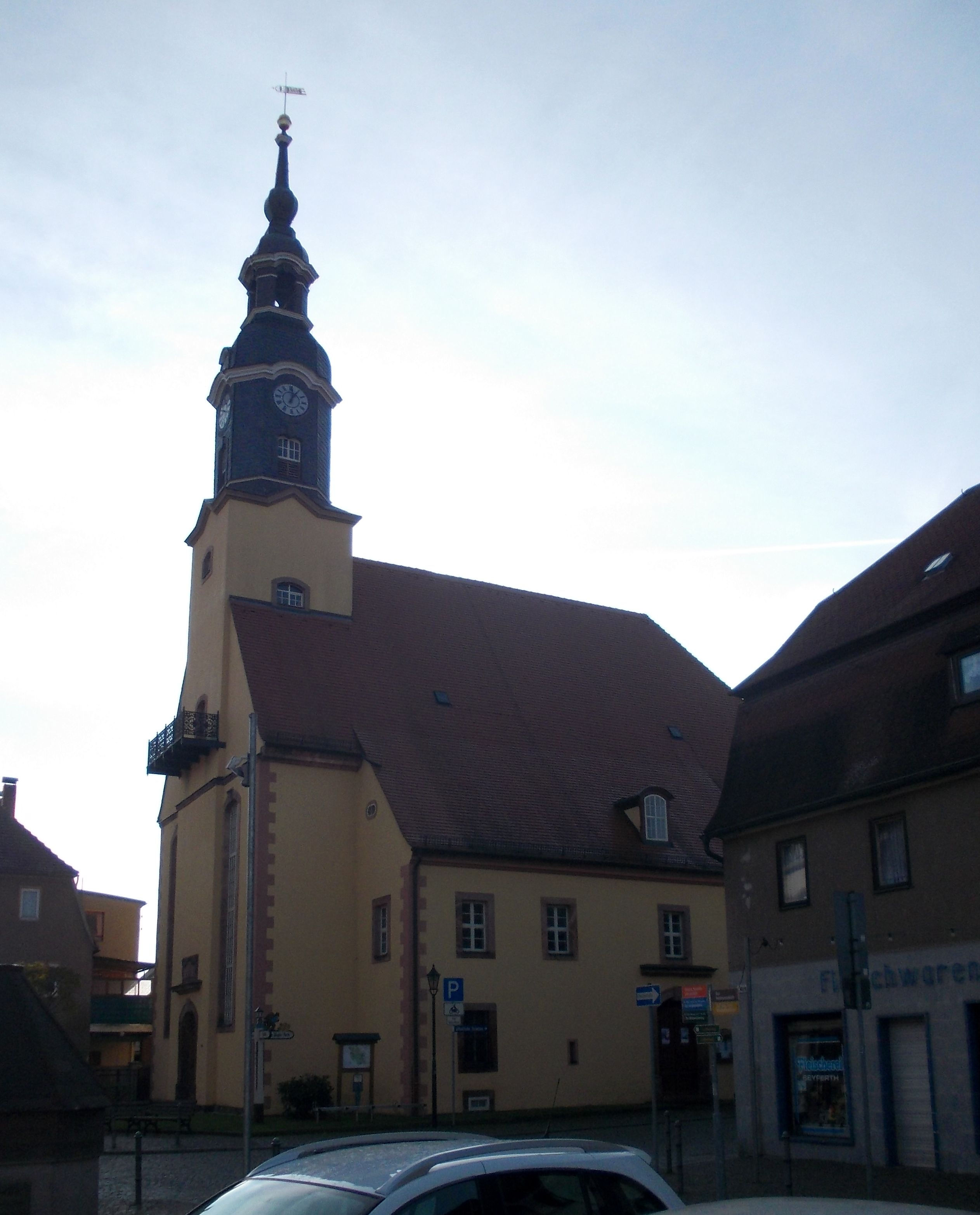
Szt. Jakob kirsche
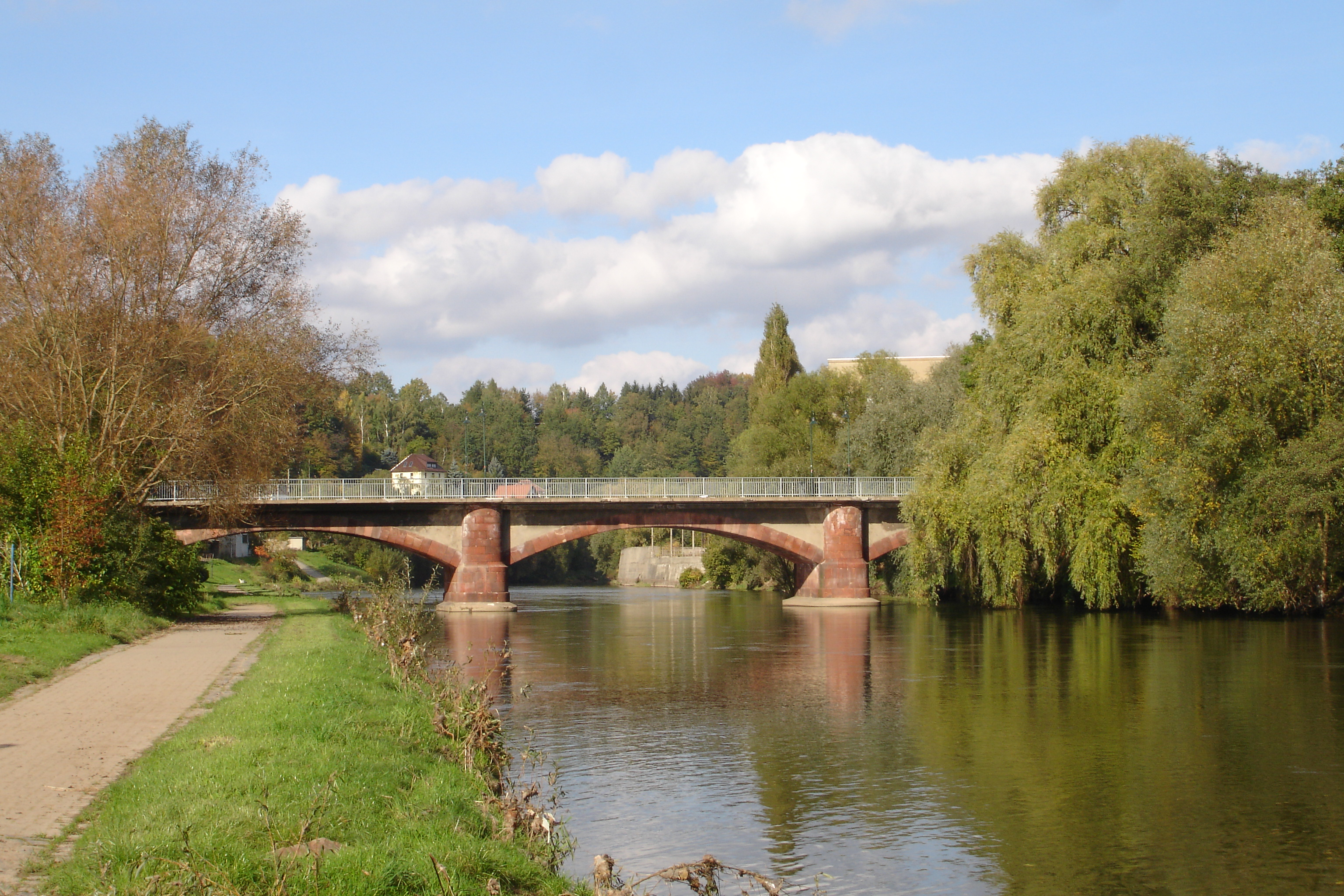
A Mulde folyó és hídja Lunzenaunál
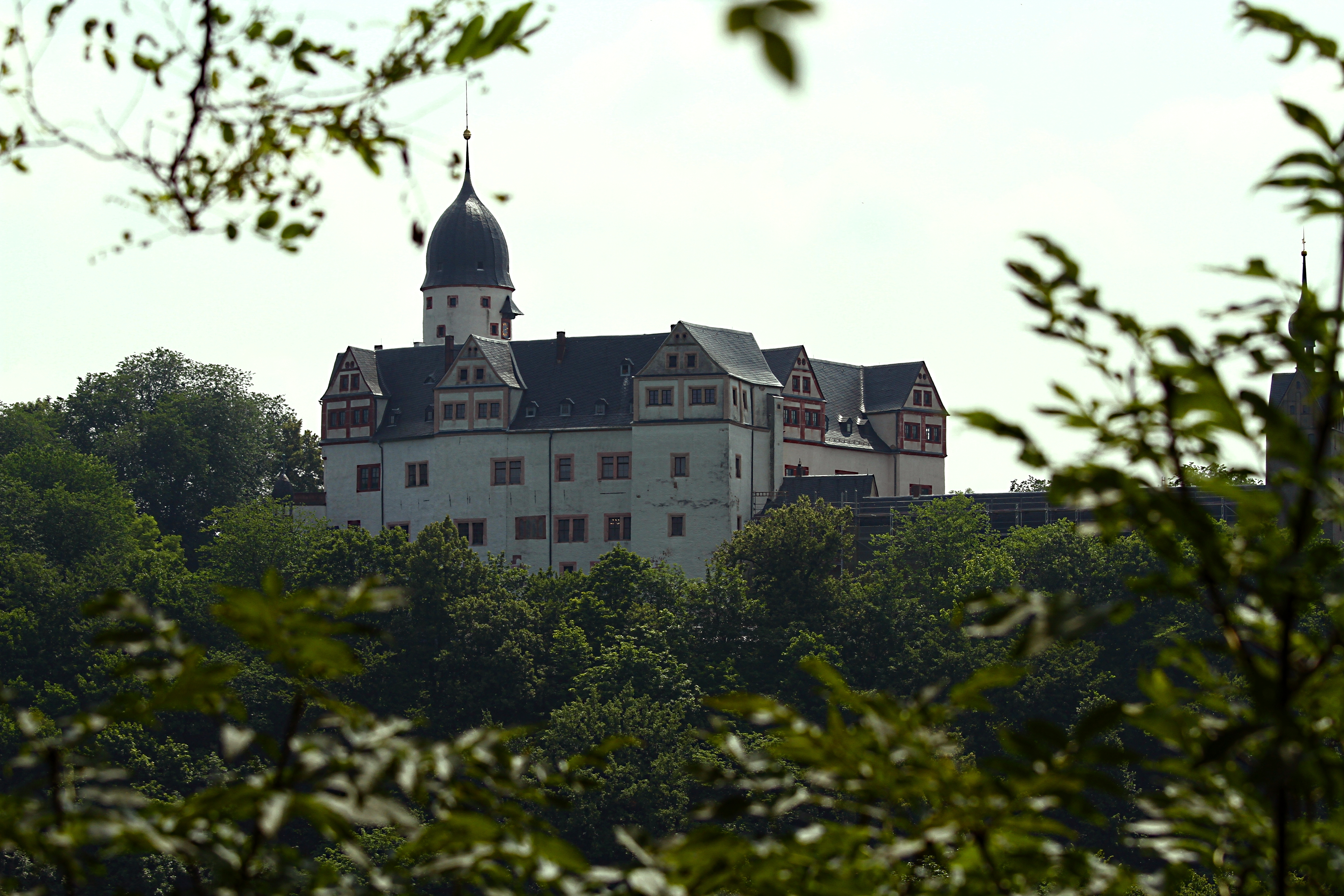
Rochsburg vára

## Nevezetességek
- Szt. Jakab templom
- Rochsburg vára

## Népesség
A település népességének változása:
| Lakosok száma | 4305 | 4235 | 4072 | 4080 | 4027 |
|               | 2017 | 2019 | 2021 | 2022 | 2023 |